# Philharmostes boucomonti
Philharmostes boucomonti är en skalbaggsart som beskrevs av Rudolph Petrovitz 1968. Philharmostes boucomonti ingår i släktet Philharmostes och familjen Hybosoridae. Inga underarter finns listade i Catalogue of Life.